# Lacrymae rerum
Lacrymae rerum (titolo alternativo: Nel gorgo della vita) è un film muto italiano del 1916 diretto da Giuseppe De Liguoro.